# 36E busz (Debrecen)
A debreceni 36E jelzésű autóbusz az Alsójózsai utca és a Segner tér között közlekedik tanítási időszakban munkanapokon, kizárólag egy irányban. A viszonylatot a Debreceni Közlekedési Zrt. üzemelteti.

## Útvonala
| Év        | Végállomások                  | Útvonal |
| --------- | ----------------------------- | --- |
| 2011-2014 | Alsójózsai utca → Nagyállomás | Nagyszentgyörgy utca – Tokaji utca – Bocskai István út – Szentgyörgyfalvi út – – Böszörményi út – Pesti utca – Segner tér – Nyugati utca – Széchenyi utca – Piac utca |
| 2014-től  | Alsójózsai utca → Segner tér  | Nagyszentgyörgy utca – Tokaji utca – Bocskai István út – Szentgyörgyfalvi út – – Böszörményi út – Pesti utca                                                          |

## Megállóhelyei
Az átszállási kapcsolatok között az azonos útvonalon, de sűrűbb megállási renddel közlekedő 36-os busz nincs feltüntetve.
| 0  | Alsójózsai utca induló végállomás | |
| 0  | Nagyszentgyörgy utca              | 36Y |
| 2  | Józsakert utca                    | 36Y |
| 3  | Csonkatorony utca                 | 36Y Józsa |
| 6  | Rózsás Csárda                     | 34, 35, 35E, 35Y, 36Y Helyközi buszok |
| 13 | Árpád Vezér Általános Iskola      | 2 10, 10Y, 11, 15, 15Y, 22, 24, 34, 35, 35E, 35Y, 36Y, 50 Helyközi buszok                                                                                   |
| 18 | Füredi út                         | 15, 15Y, 21, 22, 22Y, 24, 24Y, 33, 33E, 34, 35, 35E, 35Y, A1 Helyközi buszok                                                                                |
| 21 | Pesti út                          | 11, 12, 14, 22, 22Y, 24, 24Y, 33, 33E, 34, 35, 35E, 35Y, 42, 42A                                                                                            |
| 23 | Segner tér végállomás             | 3, 3A, 4, 5, 5A 10, 10A, 10Y, 11, 13, 14, 17, 17A, 24, 24Y, 25, 25Y, 33, 33E, 34, 35, 35E, 35Y, 42, 42A, 45, 46, 46E, 46H, 49, 49Y, 146, A1 Helyközi buszok |